# Саввичев, Константин Иванович
Константин Иванович Саввичев (1903—1980) — заведующий отделом селекции Новозыбковской сельскохозяйственной опытной станции, Герой Социалистического Труда.
Родился 20.02.1903 в Новозыбкове в семье служащего.
После окончания сельскохозяйственного отделения Новозыбковского политехнического техникума (1924) начал работать на Новозыбковской опытной станции. В 1925-1926 служил в РККА. В 1928-29 гг. учился на курсах ботаники и генетики при Ленинградском государственном университете.
В 1931—1941, 1945—1980 гг. заведующий отделом селекции и семеноводства.
Участник войны с июня 1941 года, начальник химслужбы 2-й гвардейской авиадивизии дальнего действия, гвардии старший лейтенант. Награждён медалью «За оборону Сталинграда» (22.12.1942) и орденом Красной Звезды (1944).
Селекционер люпина, в числе выведенных им сортов — «Быстрорастущий-4», который одно время занимал около 80 % посевов люпина в СССР.
Опубликовал 57 научных работ по селекции и семеноводству люпина, гречихи и картофеля. Книги:
- Люпин - ценная культура [Текст]. - Брянск : Брян. рабочий, 1961. - 119 с. : ил.; 20 см.
- За высокие урожаи гречихи [Текст]. - Брянск : Брян. рабочий, 1960. - 38 с. : ил.; 20 см.
- Люпин - богатырская культура [Текст] / К. И. Саввичев. - Брянск : Брянский рабочий, 1964. - 47 с. : ил.; 20 см.
- Избранные труды / К. И. Саввичев; [Редкол.: И. П. Такунов (пред.) и др.]. - Брянск ; Клинцы : Клинцов. гор. тип., 2003. - 286,[1] с., [1] л. портр. : ил.; 21 см.; ISBN 5888981486

Награжден пятью серебряными медалями ВСХВ и ВДНХ, орденом «Знак Почёта» (1949), Почётной грамотой Президиума Верховного Совета РСФСР (1963).
Герой Социалистического Труда (1966). Заслуженный агроном РСФСР.
Умер в ноябре 1980 года.
Жена — Екатерина Ивановна Михайлова (ум. 1977), селекционер, автор свыше 40 научных работ по возделыванию озимой ржи, пшеницы, люпина, депутат Верховного Совета РСФСР (1946-1950). Дочь Инна Константиновна Саввичева (родилась 16 мая 1932 г.) - доктор сельскохозяйственных наук, награждена орденом «Знак Почета», серебряной медалью ВДНХ,медалью «Ветеран Труда», Почётной грамотой Верховного Совета РСФСР, автор более 40 научных работ. Сын - Олег Константинович Саввичев (родился 7 мая 1937, умер 2 января 1992 г.) - научный сотрудник ВНИИ люпина.